# Tom Juma
Tom Juma Oundo (23 de setembro de 1976) é um ex-futebolista profissional queniano que atuava como meia.

## Carreira
Tom Juma Oundo representou o elenco da Seleção Queniana de Futebol no Campeonato Africano das Nações de 2004.